# Livre de Règles

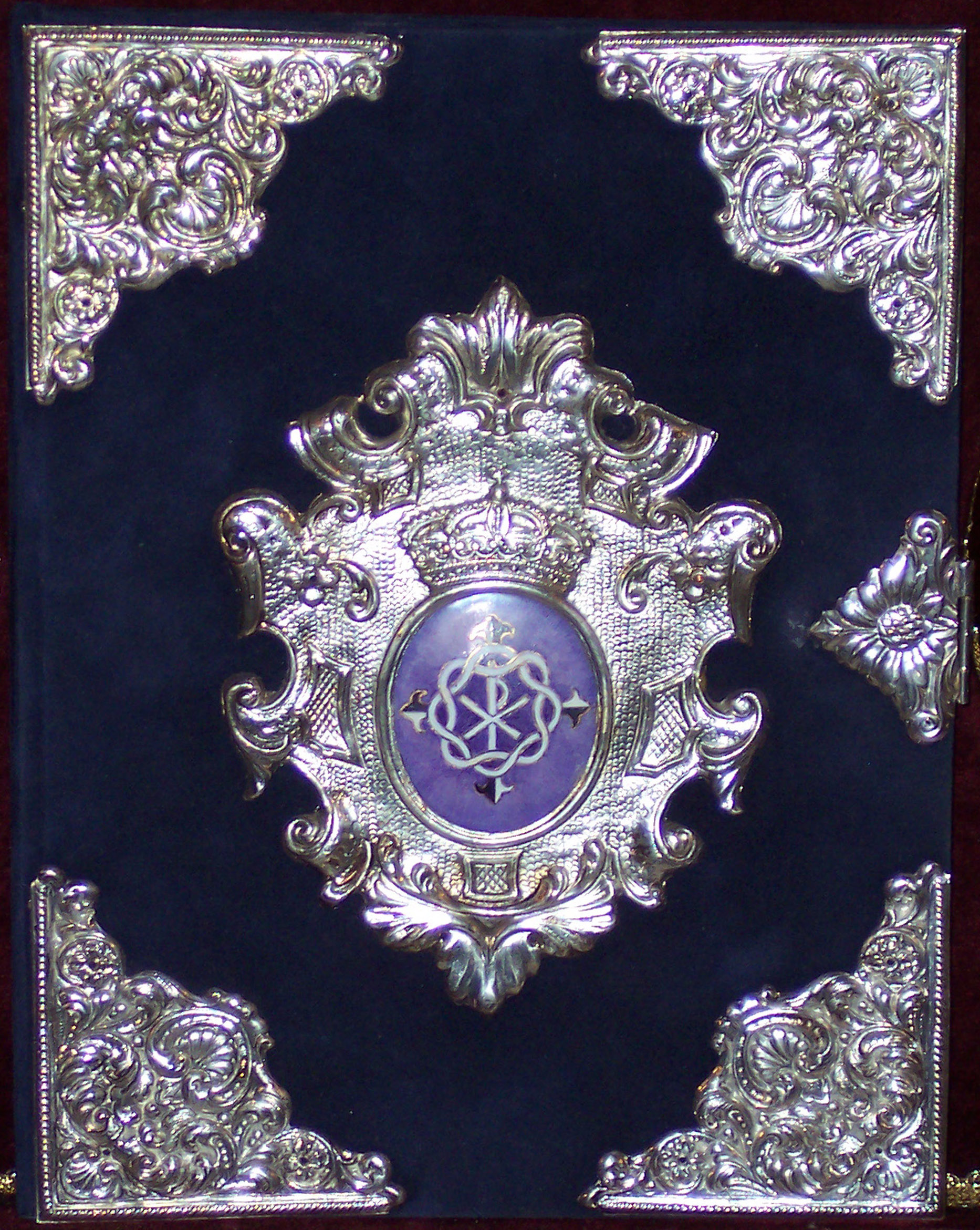
Livre de Règles de la Fraternité dominicaine de Salamanque.

Un livre de Règles contient les normes qui régissent une fraternité catholique.
En France, on dit plutôt la Règle pour le règlement qui organise la vie de toute communauté catholique. Reconnue par l'autorité épiscopale, la Règle est dite de droit Ordinaire, reconnue par le Vatican, elle est de droit Pontifical.

## Caractéristiques
Les livres de Règles les plus anciens qui nous sont parvenus sont du milieu du XVIe siècle. Le plus souvent l'ouvrage est recouvert de velours  avec des renforts métalliques ouvrés faisant office d'ornement,. La plupart n'ont aucune illustration, certains sont illustrés d'images du Christ, de saints ou d'évocations de l'eucharistie.
Il est exhibé par les fraternités et les confréries au cours de leurs processions.

## Crédits
- (es) Cet article est partiellement ou en totalité issu de l’article de Wikipédia en espagnol intitulé « Libro de reglas » (voir la liste des auteurs).